# فلیکس مارکوت
فلیکس مارکوت (فرانسوی: Félix Marcotte‎; ۱۲ ژوئن ۱۸۶۵ – ۲۶ ژوئیهٔ ۱۹۵۳) قایقران قایق بادبانی اهل ایالات متحده آمریکا بود.